# Bicorn

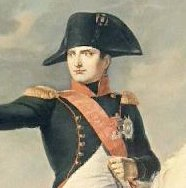
Napoléon Bonaparte purtând un bicorn

Bicornul este o pălărie cu două colțuri purtată în trecut de ofițeri, jandarmi și diplomați. Este o formă istorică de pălărie larg acceptată în anii 1790 ca un obiect de uniformă de ofițeri militari europeni și americani. 
În principatele române, generalii purtau drept de coifură un bicorn negru, cu ciucuri aplatizați laterali și penaj în culorile principatului, adică galben și albastru pentru Țara Românească și albastru și roșu pentru Moldova, la care se adăuga penaj alb.

## Utilizarea curentă
Membrii Academiei Franceze poartă obiceiul vert (obiceiul verde) la ceremoniile Académiei. Obiceiul include o haină neagră și o bicornă în stilul pălăriei, fiecare brodată în verde.
Elevii de la École polytechnique poartă o bicornă ca parte a Grand Uniforme (GU). Elevii de sex feminin obișnuiau să poarte o pălărie tricornă, dar acum poartă și o bicornă. Biornea a făcut, de asemenea, parte din rochia de cadeți istorice, negre și roșii, de la Catedra de Medicină Militară franceză ("École de Sante des Armées") până când această uniformă a fost retrasă în 1971, cu excepția utilizării limitate la ocazii speciale. Bicornul este încă purtat de membrii Cadre Noir în uniformă completă de îmbrăcăminte.
Uniforma călăreților de la Școala spaniolă de călărie de la Viena include o bicornă.
Uniformele diplomatice purtate în astfel de ocazii, ca prezentarea acreditărilor de către ambasadori, în mod normal, includ bicorne purtate cu pene și împletituri de aur sau argint. Până în al doilea război mondial, astfel de uniforme erau purtate chiar de personalul ambasadei junior, dar acum supraviețuiesc doar ambasadorilor din câteva servicii diplomatice de lungă durată, precum cele din Marea Britanie, Franța, Suedia, Belgia și Spania.